# Saint-Quantin-de-Rançanne
Saint-Quantin-de-Rançanne – miejscowość i gmina we Francji, w regionie Nowa Akwitania, w departamencie Charente-Maritime.
Według danych na rok 1990 gminę zamieszkiwały 282 osoby, a gęstość zaludnienia wynosiła 31 osób/km² (wśród 1467 gmin regionu Poitou-Charentes Saint-Quantin-de-Rançanne plasuje się na 729. miejscu pod względem liczby ludności, natomiast pod względem powierzchni na miejscu 879.).